# Morgan Fisher
Stephen Morgan Fisher (Mayfair, 1º gennaio 1950) è un tastierista e compositore britannico, ex-membro dei Mott the Hoople.

## Carriera
Dal 1966 al 1970, Fisher suonava l'organo nella band soul/pop The Soul Survivors, che cambiarono nome in The Love Affair nel 1967; la band si piazzò al primo posto con Everlasting Love, sebbene il successo di questo brano si verificò nel momento in cui Fisher aveva preso una pausa dal gruppo per completare il suo ultimo anno di liceo. Tra il 1972 e il 1973 ha formato una band progressive rock chiamata Morgan, con il cantante e bassista Tim Staffell, ex-membro degli Smile, divenuti in seguito i Queen.
Dal 1973 al 1976, dopo un breve periodo con i Third Ear Band, si unì alla rock band Mott the Hoople, nel periodo successivo alla collaborazione di questo gruppo con David Bowie. Mentre faceva parte dei "Mott", Fisher suonò le tastiere nei Medicine Head di John Fiddler; quando i "Mott" si separarono, Fisher fu invitato ad unirsi ai restanti membri dei Mott in quelli che sarebbe diventati i British Lions. Dal 1977 al 1979, i Lions registrarono due album e tre singoli di successo internazionali. Nel 1980, Fisher ideò e produsse l'album Miniature (51 minuti di brani di Robert Fripp, Gavin Bryars, Michael Nyman, The Pretenders, XTC, Penguin Cafe Orchestra, Robert Wyatt, Ivor Cutler, The Damned). Dal 1982, anno del Hot Space Tour, Fisher ha preso parte alle esibizioni live dei Queen, suonando sempre le tastiere.